# 23981 Patjohnson
23981 Patjohnson è un asteroide della fascia principale. Scoperto nel 1999, presenta un'orbita caratterizzata da un semiasse maggiore pari a 2,3034836 UA e da un'eccentricità di 0,0799190, inclinata di 6,91531° rispetto all'eclittica.
È stato così nominato in onore dell'insegnante statunitense Patricia Johnson per il suo ruolo quale mentore nell'edizione del 2007 della competizione studentesca Discovery Channel Young Scientist Challenge.